# Uretra preprostatica
L'uretra preprostatica è il primo tratto dell'uretra maschile. Contiguo con l'uvula della vescica, attraversa il collo vescicale fino al tratto precedente l'ingresso dell'uretra nella prostata.

## Anatomia

### Descrizione
L'uretra preprostatica, detta anche uretra intramurale, intravescicale, vescicale o pseudomembranosa, è la porzione più prossimale dell'uretra posteriore: ha origine all'interno del collo vescicale, presso l'uvula della vescica, passa attraverso l'atrio uretrale (e dunque l'orifizio uretrale interno) e si estende fin quasi all'ingresso dell'uretra nella prostata (la regione periuretrale della vescica). Possiede ottime proprietà elastiche, che consentono un importante allungamento in fase di riempimento della vescica. Comprende al proprio interno ed è circondata da oltre un centinaio di piccole ghiandole mucose, che svolgono varie funzioni; sono presenti anche ripiegamenti noti come creste uretrali. Per la sua composizione tissutale e la presenza delle suddette e cospicue creste uretrali, fino al XX secolo non veniva in genere distinta dall'uretra prostatica, con cui condivide queste e altre caratteristiche. Sempre per alcuni dei suddetti elementi viene spesso considerata l'omologo dell'uretra femminile, insieme a una parte dell'uretra prostatica, anche in virtù della presenza delle ghiandole parauretrali intramurali, nonché del suo decorso interamente pelvico e pressoché verticale.
Questo tratto di canale viene in genere suddiviso in due porzioni minori, più per la posizione rispetto alla vescica che per un'effettiva differenza di composizione tissutale:
- Uretra preprostatica caudale od atriale: la sezione completamente intramurale, compresa tra l'uvula vescicale e l'orifizio uretrale interno, decorre attraverso la regione detta atrio uretrale od ostio uretrale interno.[17][18][19] Il termine caudale fa riferimento sia alla sua posizione retrograda, sia al fatto che le fibre allungate della sua tonaca muscolare siano disposte caudalmente, verso il trigono vescicale.[20][21][22] Questa direzione è evidenziata dal verso di percorrenza delle creste uretrali ivi presenti, di cui la cresta uretrale inferiore o appunto cresta caudale; inoltre, i fasci muscolari longitudinali degli ureteri proseguono in senso anticaudale verso l'apice del trigono, continuando nella cresta uretrale superiore.[11][23][24][25]
- Uretra preprostatica craniale od orifiziale: la sezione compresa tra l'orifizio uretrale interno e l'inizio dell'uretra prostatica prossimale (regione periuretrale della vescica). Rispetto al tratto precedente è lievemente più larga, ed è inoltre più ricca di ghiandole parauretrali, i cui dotti sono disposti in direzione anticaudale e riversano il proprio secreto dalle lacune uretrali verso l'esterno.[9][10][11][26][27]

### Dimensioni
L'uretra preprostatica è il segmento più breve in assoluto, con una lunghezza media compresa tra 0,5 cm e 1 cm in condizione di riposo (ma può anche arrivare a 1,5 cm in alcuni individui). È tuttavia dotata di grande elasticità longitudinale, che le consente di allungarsi in modo notevole con il riempimento della vescica e la conseguente distensione del collo vescicale. Secondo alcune indagini effettuate su volontari, la sua lunghezza cresce fino a 1,5 – 2 cm in corrispondenza di un moderato riempimento (circa 300 ml) e finanche a 2,5 cm in presenza di un grande riempimento (ben oltre 500 ml); la sua notevole elasticità sembrerebbe permettere estensioni anche maggiori. Parallelamente, la sua aumentata lunghezza si riduce in modo progressivo durante la fase dello svuotamento, fino allo stato di riposo, in cui rientra nelle pareti periuretrali della vescica di almeno 0,5 cm. Queste peculiari caratteristiche sono legate anche alla forma della vescica maschile, che è allungata (lobulata) e vagamente simile ad una pera (dunque ha un collo vescicale molto prominente e lungo); la vescica femminile è invece perfettamente sferica e ha un collo sensibilmente più breve, appena accennato. Secondo alcuni studi, la capacità dell'uretra preprostatica di allungarsi di oltre cinque volte in senso longitudinale la rende il segmento uretrale più elastico.
Anche il diametro varia in base alla pienezza vescicale, aumentando quando la vescica è vuota e riducendosi quando il riempimento la distende. Di norma, in condizioni di riposo, il lume ammonta a 9 – 14 mm, ovvero il più ampio dopo quelli dell'uretra prostatica e insieme alla fossa navicolare dell'uretra; possiede anche una discreta dilatabilità rispetto agli altri segmenti. La sezione caudale è di norma lievemente più ristretta, con un diametro medio di 9 – 11 mm contro i 12 – 14 mm della sezione craniale; la media complessiva ammonta a 10,7 mm. In sezione trasversale durante la distensione, il lume di questo tratto è stellato, mentre a riposo si presenta come una fessura quasi virtuale.

### Composizione
Questo segmento si sviluppa direttamente dal trigono vescicale, ove sboccano anche i due ureteri, ed è posta in prossimità dell'uvula vescicale: un cospicuo rigonfiamento della mucosa, presente soltanto nel maschio e dovuto alla presenza del lobo superiore prostatico. Lo stesso tessuto del trigono, l'epitelio di transizione od urotelio, compone gran parte di questo segmento uretrale, dal momento che entrambi hanno origine dalla medesima parte del seno urogenitale: da qui il termine "pseudomembranoso", usato per indicare entrambe le strutture. All'interno del trigono si riscontrano inoltre fasci muscolari longitudinali provenienti dagli ureteri, che proseguono ai lati e all'apice, per foggiare presso l'uvula della vescica la cresta uretrale superiore. La porzione di canale che attraversa il collo della vescica fino allo sfintere interno è detta uretra preprostatica caudale, per la sua disposizione e il modo in cui si dispongono le fibre allungate della tonaca muscolare; la parte restante è invece chiamata uretra preprostatica craniale, in quanto situata all'estremità (apice della vescica). L'uretra preprostatica è stabilizzata dai legamenti pubouretrali posteriori, che si portano dalla faccia posteriore dell'osso pubico all'uretra.

### Caratteristiche peculiari
L'uretra preprostatica si distingue, anzitutto, per la presenza di numerose pliche mucose longitudinali della mucosa interna, le creste uretrali o rughe uretrali, delle quali la più notevole è la cresta uretrale superiore o cresta fallica: un cospicuo ripiegamento longitudinale della parete posteriore, originato dai fasci muscolari degli ureteri nel trigono, che parte dall'uvula della vescica e continua nell'uretra prostatica formando il collicolo seminale, per poi biforcarsi dopo l'uretra membranosa. Questa sporgenza misura, a riposo ed escludendo i frenuli uretrali che giungono fino all'uretra spugnosa, da 4,5 a 8,5 cm di lunghezza per 4 mm di spessore e 3 mm di larghezza, ed è composta di fibre muscolari e tessuto erettile; quando la vescica è piena o durante l'eccitazione, la cresta superiore si distende e si gonfia, raggiungendo anche i 12 cm. Nella fase distensiva, il suo rigonfiamento previene il reflusso di sperma dall'uretra prostatica alla vescica, un fenomeno noto come eiaculazione retrograda e che può portare a bruciore (uretrodinia), dispareunia, raramente infezioni urinarie e temporanea sterilità. Serve inoltre ad impedire la minzione durante l'eccitazione e l'erezione, ruolo inoltre imputato alla spugna uretrale maschile o corpo spugnoso.
Oltre alla cresta superiore vera e propria si riscontrano decine di piccole pliche mucose o altre creste uretrali, la cui funzione contribuisce ulteriormente ad evitare l'eiaculazione retrograda e la minzione in fase eccitatoria. La più importante di queste strutture è la cresta uretrale inferiore o cresta caudale, che è in realtà il risultato della fusione di numerose fessure inferiori in un'unica struttura membranosa; misura 17 – 23 mm di lunghezza per 3 mm di diametro a riposo, ma può estendersi fino a 30 – 40 mm grazie alla notevole elasticità in corrispondenza di pienezza vescicale ed eiaculazione. È composta dalle vestigia del dotto di Wolff e nasce dall'unione di numerose fibre muscolari allungate, dirette anteriormente, nella porzione caudale dell'uretra.

### Epitelio ghiandolare
Un'altra caratteristica di questo segmento è la cospicua presenza di piccole ghiandole mucose, le ghiandole parauretrali intramurali, che circondano il canale; il loro numero varia in genere da 40 a 100. Queste ghiandole sono collocate nella zona periuretrale con una distribuzione pressoché simmetrica e labirintica, e riversano il loro secreto nell'uretra attraverso una media di 20 - 50 dotti per ciascun lato. Sono particolarmente numerose nella regione attorno all'orifizio uretrale interno, ove si dispongono ad anello, e più sporadiche negli altri tratti; numero e dimensioni aumentano in modo sensibile con l'età, risultando quasi sempre superiori negli anziani. La struttura e la funzione di queste ghiandole sono simili od omologhe a quella delle ghiandole parauretrali femminili (incluse le ghiandole di Skene), tuttavia risultano molto più numerose e voluminose, non sono in genere atrofizzate e hanno una distribuzione più densa. Il loro secreto non sembra giocare alcun ruolo nel processo di eiaculazione, a differenza delle ghiandole presenti nell'uretra prostatica; secondo gli studi, ha lo scopo di proteggere l'epitelio uretrale dall'acidità delle urine, oltre ad avere un'importante funzione antibatterica e lubrificante.
Sono inoltre presenti, come in ogni altro segmento e benché in minor numero, le ghiandole uretrali di Littré e le ghiandole unicellulari.